# Walther Stötzner

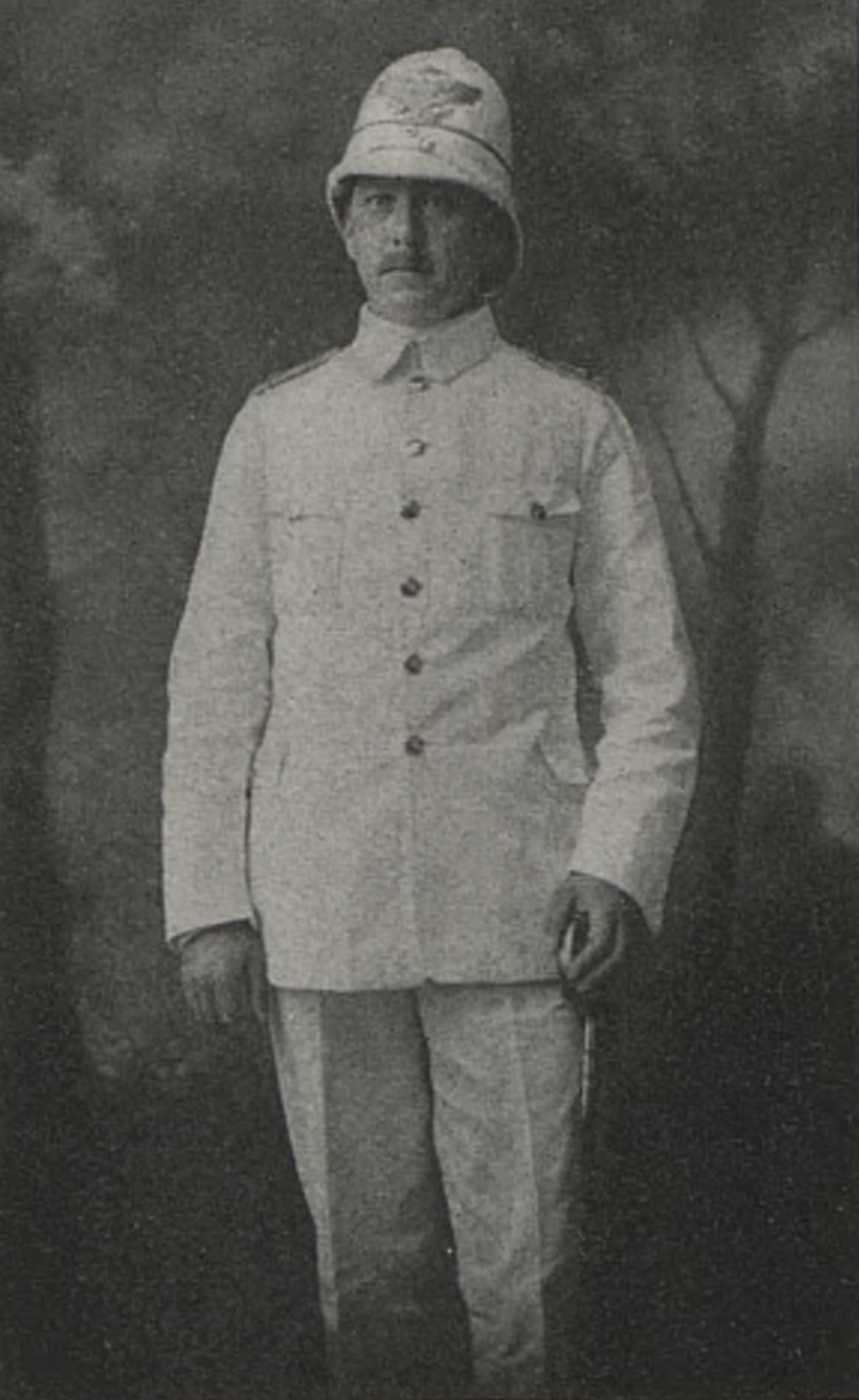
Walther Stötzner (c. 1918)

Walther Stötzner (* 12. April 1882 in Gera; † 22. Oktober 1965 ebenda) war ein deutscher Ethnograph und Forschungsreisender im asiatischen Raum mit Schwerpunkten Tibet, Mongolei und Korea. Berühmt wurde er durch seine Entdeckungen und Sammlungen, zu denen über 100 bisher unbekannte Tiere gehörten, mehr als 40 davon wurden nach ihm benannt.

## Leben

### Herkunft und Ausbildung
Als Sohn eines Hotelbesitzers wurde Walther Stötzner in Gera geboren. Nach dem Tod des Vaters zog die Familie 1895 nach Dresden. Hier besuchte er zuerst das Gymnasium und anschließend, für seine vorgesehene berufliche Entwicklung, die Staatsbauschule Zittau. Danach setzte er seine Ausbildung mit einem Studium an der Technischen Hochschule in München fort. Diese ergänzte er mit Besuchen in der Architektenabteilung an der Königlichen Akademie der Bildenden Künste in Dresden.

### Expedition nach Turkestan und Persien
Im Jahr 1907 ergab sich für Stötzner eine außerordentlich günstige Möglichkeit zu einer Studienreise nach Asien, die er im Auftrag des Museum für Völkerkunde Dresden in die Gebiete Turkestan und Persien unternehmen sollte. Als Partner dafür gewann er seinen früheren Schulkameraden E. Funke. Die beiden übertragene Aufgabe bestand ursprünglich darin, die Tier- und Pflanzenwelt dieser Zonen zu analysieren sowie mögliche Ausstellungsobjekte mitzubringen. Das dazu benötigte Wissen eignete sich Stötzel als Autodidakt an und auf der Reise selbst erwachte dann sein Interesse an Themen der Völkerkunde, den Lebensbedingungen und Verhaltensformen der dort lebenden Menschen. Neben den auftragsbedingten Zielländern besuchten sie auch das Elbrusgebiet, das zu dieser Zeit noch wenig erforscht war. Während ihrer Reise wurden sie unter anderem von einer turkmenischen Bande ausgeraubt und Stötzel erkrankte schwer. Aber beide hatten neben den von ihnen gesammelten Gegenständen, Insekten und Pflanzen vor allem wichtige Erfahrungen mitgebracht, welche Anforderungen ein solcher Auftrag im Ausland in sich birgt.

### Expedition in die Mongolei
Nur zwei Jahre später, im Jahr 1909, begab sich Stötzner auf eine zweite Reise, die in die Mongolei und nach Kleinasien gehen sollte. Was er zu diesem Zeitpunkt nicht wusste, war, dass sie weitaus tollkühner und waghalsiger werden sollte. Den Ausgangspunkt wählte er in dem ihm bereits bekannten Kaukasusgebiet. Von dort führte der Weg nach Buchara, Samarkand bis Taschkent. Von dort aus ging es mit der Eisenbahn durch Sibirien und ab Bijsk, im südlichen Teil dieses großen Territoriums, auf Pferden über das Altaigebirge. Über die Mongolei erreichte er dann Peking. Das war bereits eine Entfernung von über 4000 Kilometern quer durch Zentralasien, die zurückgelegt waren. Von der chinesischen Küste aus setzte er nach Japan über und nahm von dort den Rückweg durch Sibirien. Unermüdlich setzte er seine nun entbrannte Sammelleidenschaft fort. Auf seiner Rücktour musste er auf fast alle seine Ausrüstungsgegenstände und auch viele Objekte verzichten, da er in der hochgelegenen Wüste Gobi unter großem Zeitdruck stand, um dort nicht den äußerst harten Winter verbringen zu müssen. Mit nur wenig Material, um schnell genug vorwärts zu kommen, und ohne Erfrierungen, traf er wieder in Dresden ein.

### Expedition nach Tibet
Gründlicher bereitete Stötzner seine dritte Expedition vor, die ihn 1913 nach Tibet führen sollte. Bereits im Vorfeld gewann er mehrere Mitreisende, zu denen der Geograph Gottlob Otto Israel, der Zoologe Max Hugo Weigold, als Botaniker Hans Wolfgang Limpricht (* 1877), der sich in China der Expedition anschloss, und abermals E. Funke als Entomologe gehörten. Zur Reisedokumentation war zusätzlich der Redakteur F. Specker im Team, während Stötzner die Ethnographie übernahm. Geplant waren insgesamt fünf Jahre für das in Europa kaum bekannte Gebiet. Beginnend in der Provinz Szetschuan erreichten sie das östliche Tibet und überquerten das dort befindliche Gebirge. Anders als bei den vorangegangenen Reisen waren immer regionalkundige Trägerkolonnen bei ihnen, die das kostbare Sammelgut in einem Zwischenlager bei Tschöngtufu (China) verstauten. Unterwegs überraschte sie der Beginn des Ersten Weltkrieges in Europa, die Expedition musste abgebrochen werden und einige der Mitreisenden gerieten in Gefahr, wegen ihrer deutschen Herkunft interniert zu werden. Dennoch war ihre wissenschaftliche Ausbeute enorm. Fast alle in diesem Gebiet vorkommenden Großsäugetiere, darunter die Budorcas, eine Wildziege und der Bambusbär, waren beschrieben, über einhundert Kleinsäuger, fast 5000 präparierte Vogelbälge und über 200.000 Insekten gehörten zu den Sammelobjekten. Auch die volkskundlichen Gegenstände waren zum Teil so umfangreich, dass einzelne Stücke zerlegt werden mussten. Das Material, von mehreren Museen schon begehrlich angefragt, füllte zwei Eisenbahnwaggons.
Stötzner, der zu dieser Zeit noch kaiserlicher Reserveoffizier war, meldete sich im August 1914 pflichtgemäß bei der deutschen Gesandtschaft in Peking. Von da bekam er den Auftrag, die in der Region versprengten deutschen Reichsangehörigen zu einer geeigneten Truppe zu formieren. Somit wurde er als Wissenschaftler nun der Kommandeur einer in China stationierten deutschen Truppe. Dieser Posten endete, als China im März 1917 die diplomatischen Beziehungen zu Deutschland abbrach und die kleine Einheit sich auflösen musste, wenn sie nicht in Kriegsgefangenschaft geraten wollte.
Nach Deutschland zurückgekehrt, setzte Stötzner die schon von ihm in China begonnene Auswertung der Expedition fort. Nun hatte er vor allem Zugriff auf die zahlreichen Exponate. Mit Expertisen versehen, ergänzt durch Texte und Kommentare unterschiedlichster Herkunft, organisierte er die Verteilung der mitgebrachten Gegenstände an wissenschaftliche Forschungseinrichtungen, Sammlungen und Museen. So erwarb das Völkerkundemuseum der Universität Zürich zwei Panda-Felle, das Völkerkundemuseum Dresden kaufte mehr als 193 Sammlungsstücke und vervollständigte damit seine Tibet-Sammlung. Stötzner selbst fuhr durch Deutschland und hielt Vorträge vor wissenschaftlichem und interessiertem Publikum, um die von seinem Team besuchte Region bekannter zu machen. Zwischen den Terminen verfasste er einen wissenschaftlichen Reisebericht, dessen Teile er in seinem Buch Ins unerforschte Tibet 1924 beim Köhler Verlag in Leipzig publizierte. Das zusammengenommen trug ihm ein großes Interesse für die mitgebrachten Forschungsergebnisse über diesen asiatischen Raum und einen hohen Bekanntheitsgrad weit über den sächsischen Raum hinaus ein.

### Expedition in die Mandschurei
Bevor Stötzner seine vierte Expedition in den asiatischen Raum 1927 startete, fasste er große Teile seiner vorangegangenen Reise in dem Buch 2000 Kilometer auf dem Yang tse Kiang, das er gemeinsam mit Rolf Alfred Hillger herausgab, zusammen. Dann brach er in die nördliche Mandschurei auf. Hier hielt er sich zwei Jahre bei einem kleinen tungusischen Jägerstamm, den Solonen, auf, um ihre Sitten und Gewohnheiten zu studieren. Als er 1929 von dort zurückkehrte, hatte er umfangreiches wissenschaftliches Material zusammentragen, durch das die Lebensweise, Traditionen und Verhaltensweisen dieser vom Aussterben bedrohten Minderheit wissenschaftlich dokumentiert wurden. Nach seiner Rückkehr wohnte Stötzner in Dresden, Ferdinand-Avenarius-Straße 6.

### Expedition nach Korea
Auf die bei seiner vorangegangenen Expedition gesammelten Erkenntnisse aufbauend, führte Stötzners fünfte Expedition 1930 nach Korea. Hier wollte er bestimmte Themen des Zusammenlebens alter Kulturen erkunden. Ausgewählt dafür hatte er die auf der koreanischen Halbinsel lebenden Kulturen der Tungusen, der Mandschurei und der früheren „Ureinwohner“ Koreas. Sein Ergebnis war ein tiefer Einblick in die dort noch vorhandenen altertümlichen Formen koreanischer Volksreligion und die im Zusammenleben entwickelten Gebräuche. Damit war diese Erkundungsreise von Stötzner zwar diejenige, die am wenigsten Transportfläche für gefundenen Objekte benötigte, aber zugleich die tiefschürfendste hinsichtlich ihrer Erkenntnisse über das Zusammenleben unterschiedlicher Kulturen war. Leider finden die von Stötzner gewonnenen Erfahrungen kaum ihren Niederschlag in der auf der Grundlage seiner Manuskripte erst 1999 herausgegebenen Publikation Kreuz und quer durch Korea.

### Letzte Jahre und Tod

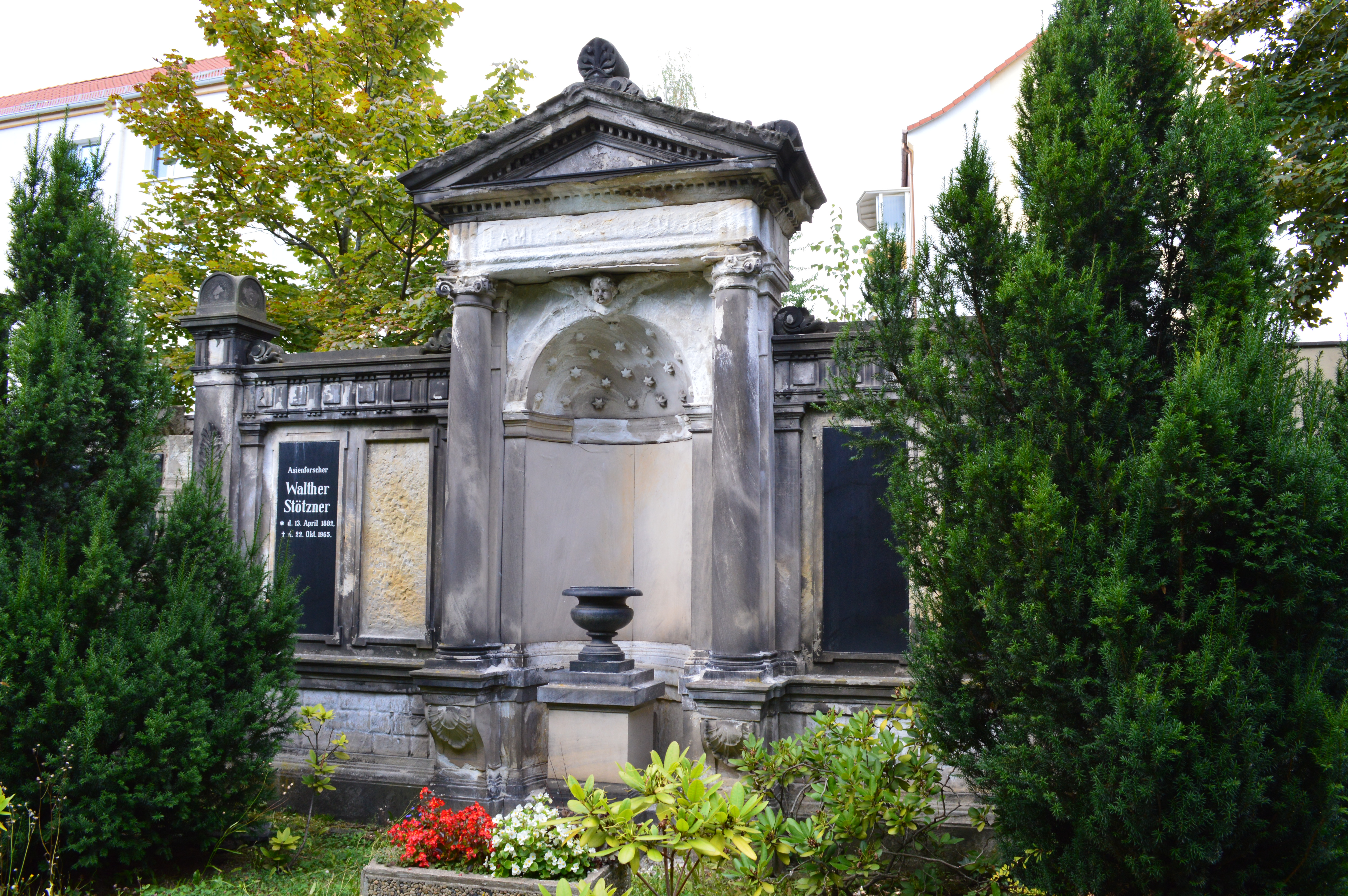
Grabmal auf dem Südfriedhof in Gera

Nach seiner Rückkehr lebte Stötzner in Dresden-Blasewitz und setzte hier, zurückgezogen von dem um ihn herum ablaufenden Getriebe, seine Auswertungsarbeit fort. Ein großer Teil der von seinen Expeditionen mitgebrachten Materialien, Reiseaufzeichnungen und auch eigene schriftlich festgehaltene Erkenntnisse gingen in der Nacht vom 14. zum 15. Februar 1945 verloren, als einer der verheerendsten Luftangriffe des Zweiten Weltkrieges große Teile der Innenstadt Dresdens in Schutt und Asche legten. Bei diesem Bombardement auf den Großraum der Stadt Dresden wurde sein Straßenzug getroffen und sein Wohnhaus brannte. Ausgebombt zog Stötzner nach dem Krieg in seinen „geliebten Ölsengrund“ nahe Geras. Er starb 1965 und wurde auf dem Südfriedhof in Gera beigesetzt.

## Ehrungen
Die Walter-Stötzner-Straße in Gera-Leumnitz, angelegt als Teil der GAGfAH-Siedlung am Galgenberg, wurde bereits zu Stötzners Lebzeiten im Jahr 1930 benannt. An sein nicht mehr vorhandenes Geburtshaus, das von seinem Vater betriebene Hotel „Schwarzer Bär“, erinnert eine Gedenktafel am heutigen Kultur- und Kongresszentrum Gera.

## Publikationen
- Ins unerforschte Tibet, Köhler Verlag Leipzig 1924
- 2000 Kilometer auf dem Yang tse Kiang, gemeinsam mit Rolf Alfred, Hillger Verlag Berlin 1927
- Solonentagebuch 1. Notizen von der ersten Mandschurei-Expedition zu den tungusischen Solonen in der Heilungkiang-Provinz von Juli bis September 1927, Hrsg. Ulla und Wolf Stötzner, Mannheim 1991
- Malaria, Gold und Opium: mit Stötzners Hei-lung-kiang-Expedition in die unerforschte Mandschurei, gemeinsam mit Frithjof Melzer, Möhring Verlag Leipzig 1929
- Kreuz und quer durch ganz Korea. Original-Manuskript aus dem Jahr 1950 für den gleichnamigen Lichtbildervortrag, Hrsg. Ulla und Wolf Stötzner, Mannheim 1990
- Reisenotizen aus Korea 1929, Hrsg. Ursula Stötzner, Mannheim 1997